# Włodzienin-Kolonia
Włodzienin-Kolonia – osada w Polsce położona w województwie opolskim, w powiecie głubczyckim, w gminie Branice.
W latach 1975–1998 miejscowość administracyjnie należała do ówczesnego województwa opolskiego.